# Джонни О’Клок
«Джонни О’Клок» (англ. Johnny O’Clock) — фильм нуар режиссёра Роберта Россена, вышедший на экраны в 1947 году.
Фильм рассказывает историю менеджера игрального клуба в Нью-Йорке (Дик Пауэлл), который после двух связанных с клубом убийств оказывается в центре сложной интриги с участием своего криминального босса (Томас Гомес), полицейского инспектора (Ли Дж. Кобб) и двух влюблённых в него женщин (Эллен Дрю и Эвелин Кейс).
Это первый фильм Роберта Россена в качестве режиссёра.

## Сюжет
В Нью-Йорке утренние газеты выходят с заголовками, что в одном из игральных клубов полицейский застрелил игрока при сопротивлении аресту. Расследующий дело инспектор полиции Коч (Ли Дж. Кобб) приходит в дорогую гостиницу, чтобы допросить управляющего и младшего партнёра клуба Джонни О’Клока (Дик Пауэлл). Джонни живёт в гостиничном номере вместе со своим «человеком» Чарли (Джон Келлогг), которого когда-то вытащил из криминального мира, и теперь тот служит своего рода адъютантом при Джонни. По просьбе Нелл (Эллен Дрю), жены владельца клуба Гвидо Марчеттиса (Томас Гомес), Чарли передаёт Джонни часы ювелирной работы с гравировкой на обороте: «Моему дорогому с бесконечной любовью». Увидев утренние газеты, Джонни возмущается действиями Чака Блэйдена (Джим Бэннон), связанного с Гвидо коррумпированного копа, который без всякой необходимости пускает в ход оружие. В холле гостиницы Коч встречает Джонни, предлагая ему сделку: Джонни рассказывает полиции всё о криминальной деятельности Гвидо и Блэйдена и в обмен на это полиция обеспечит благоприятные условия деятельности его игрального клуба. Однако Джонни от этого предложения отказывается.
На улице к Джонни обращается 22-летняя работница клубного гардероба Гарриет Хобсон (Нина Фох), которая делится с ним переживаниями по поводу того, что Блэйден, с которым она встречалась в течение последних шести месяцев, избил и бросил её. Джонни считает, что расставание с таким негодяем пойдёт ей только на благо, и обещает помочь. Уже в клубе Блэйден приглашает Джонни на разговор, заявляя, что вскоре займёт его место в качестве партнёра Гвидо, а если Джонни попытается помешать ему, Блэйден его убьёт. Джонни отвечает, что ответит ему тем же. Затем в частных апартаментах Гвидо Джонни находит Нелл, чтобы вернуть ей подарок. В этот момент появляется Гвидо, который вернулся из командировки в Мексику. Он показывает Джонни точно такие же часы, как и те, которые подарила ему Нелл, только без гравировки, затем просит оставить его с Чаком наедине для конфиденциального разговора. Когда Нелл отказывается взять часы, Джонни оставляет их Гарриет в гардеробе с просьбой передать Нелл вместе с запиской.
Ночью из реки вылавливают окровавленный пиджак. По квитанции в кармане через химчистку Коч выясняет, что пиджак сдавала Гарриет. Придя к девушке домой, Коч находит труп Гарриет, которая предположительно покончила жизнь самоубийством, отравившись газом. Опрос соседей показывает, что Гарриет в течение полугода встречалась с мужчиной, которого по фотографии опознают как Чака Блэйдена. Он посещал её практически ежедневно и оплачивал квартиру. В связи со смертью Гарриет в Нью-Йорк прилетает её сестра Нэнси Хобсон (Эвелин Кейс), актриса, которая в то время находилась на гастролях. Коч, который обнаружил в квартире Гарриет дорогие часы с гравировкой, спрашивает у Нэнси, откуда они могли появиться у её небогатой сестры. Актриса предполагает, что это мог быть подарок Блэйдена, о котором Гарриет часто писала. Затем Нэнси приходит в клуб для встречи с Джонни, и с первого же взгляда становится ясно, что они понравились друг другу. Она благодарит Джонни за заботу о сестре и просит его помочь найти исчезнувшего Блэйдена. Джонни приходит к Гвидо, который сообщает, что решил избавиться от Блэйдена. Затем Гвидо уезжает по делам, прося Джонни посидеть с его напившейся женой. Из разговора между Нелл и Джонни становится ясно, что когда-то у них был роман, и она по-прежнему влюблена в него, но ради денег вышла замуж за Гвидо. После того, как Нелл говорит, что часы обратно не получила, Джонни ищет их в гардеробе, но там их тоже нет. Тогда он приходит в квартиру Гарриет, где Нэнси уже собрала чемодан и собирается уезжать. Часы в квартире Джонни так и не находит, зато обнаруживает на полу мексиканскую монету, после чего вызывается проводить Нэнси в аэропорт. Проследивший за квартирой Коч затем выясняет, что дверь в квартиру Гарриет, видимо, открыли снаружи, кроме того, согласно заключению судмедэкспертизы, девушка умерла от отравления ядом, который находился у неё в желудке, следовательно, она не могла отравить себя газом. Кто-то убил её, а затем попытался выдать убийство за самоубийство. Джонни провожает Нэнси в аэропорту, однако из-за непогоды её рейс откладывается, и они возвращаются в квартиру Джонни, где заканчивают ночь во взаимных объятиях.
На следующий день Коч сообщает Джонни, что из реки было выловлено связанное тело Блэйдена. Затем он собирает в своём кабинете Джонни и Гвидо, предлагая обсудить сложившуюся ситуацию. По версии детектива, у обоих были мотивы убить Блэйдена — это и месть, и алчность, и ревность. Далее Коч заявляет, что видимо, Блэйден внёс разлад в организацию работы клуба, где Джонни был мозгами, а Гвидо обеспечивал силовое прикрытие. Другой причиной могла стать Гарриет, которая была убита в ту же ночь, что и Блэйден. Коч показывает часы, которые он нашёл в квартире Гарриет, предполагая, что убийство могло быть связано с ними. Гвидо видит, что это точно такие же часы, как и подаренные ему, только с гравировкой, и понимает, что Нелл подарила их Джонни. Джонни в свою очередь понимает, что дело приобретает для него угрожающий поворот. Он немедленно приезжает в гостиницу и без каких-либо объяснений отвозит Нэнси в аэропорт. Перед отправлением он видит, как Чарли кому-то звонит из автомата, как вскоре выясняется, это был Гвидо. Дома Гвидо из ревности практически душит Нелл, заявляя ей, что Джонни уже мёртв, а затем, несмотря на её мольбы, выгоняет. Тем временем в аэропорту Джонни молча высаживает Нэнси из машины, и как только он отъезжает, из встречного автомобиля по нему выпускают автоматную очередь. Джонни на полном ходу вылетает с дороги и получает многочисленные ссадины, однако пули его не задевают. Нэнси обнимает его, признаётся в любви и отказывается уезжать. Джонни возвращается в свой номер, где набрасывается на Чарли и заставляет того сознаться в том, что тот предал его и сделал ставку на Гвидо. Чарли признаёт, что стрелял в Джонни, а ранее помогал Гвидо избавиться от тела Блэйдена. Джонни и Нэнси уезжают и по дороге останавливаются в парке, где Джонни заявляет ей, что это Гвидо убил Гарриет, обещая, что тот заплатит за всё. Однако перед этим Джонни решает выйти из дела и забрать свои деньги. Несмотря на возражения Нэнси, он приезжает в клуб и проходит в зал, где Гвидо сидит со своими подручными. В этот же момент по указанию Коча, который давно следит за клубом, полиция оцепляет здание.
Гвидо соглашается отдать Джонни его долю, и они проходят к сейфу, где Джонни складывает свои деньги в пакет и собирается уйти. В этот момент Гвидо наставляет на него пистолет и говорит, что убьёт его не только из-за денег, но и из-за Нелл, которая по-прежнему любит Джонни. В свою очередь Джонни обвиняет Гвидо в том, что тот убил Блэйдена, а затем и Гарриет, которая стала случайной свидетельницей его преступления. Об этом Джонни догадался, когда нашёл мексиканскую монету в её комнате. Гвидо стреляет в Джонни, раня его в бок, ответными выстрелами Джонни убивает Гвидо наповал. Появившаяся Нелл радостно заявляет раненому Джонни, что теперь всё принадлежит им двоим. Однако Джонни отказывается, и тогда Нелл находит Коча и сообщает ему, что Джонни пытался ограбить клуб, а когда её муж заметил это, Джонни застрелил Гвидо. Нэнси удаётся незаметно проскочить в клуб и найти там скрывающегося Джонни. Он отдаёт ей деньги и просит уходить, однако она отказывается. В комнату входит Коч, и Джонни наводит на него пистолет, требуя вывести их из клуба. Однако Коч и Нэнси, которая клянётся ему в любви, уговаривают его сдаться в руки правосудия. Джонни бросает пистолет и, опираясь на Коча и Нэнси, выходит из здания.

## В ролях
- Дик Пауэлл — Джонни О’Клок
- Эвелин Кейс — Нэнси Хобсон
- Ли Дж. Кобб — инспектор Коч
- Эллен Дрю — Нелл Марчеттис
- Нина Фох — Гарриет Хобсон
- Томас Гомес — Гвидо Марчеттис
- Джон Келлогг — Чарли
- Джим Бэннон — Чак Блэйден
- Мэйбл Пейдж — неряшливая женщина-арендатор
- Фил Браун — Фил, гостиничный клерк
- Джефф Чандлер — Тёрк
- Рэймонд Робин — 2я гардеробщица

## История создания фильма
По информации Американского института киноискусства, это был первый фильм продюсера Эда Нилиса и Джерри Гилсера, широко известного в качестве адвоката многих деятелей киноиндустрии. Фильм также стал режиссёрским дебютом Роберта Россена и экранным дебютом актёра Джеффа Чандлера.
По словам историка кино Джеффа Майера, в конце 1930-х и начале 1940-х годов Россен был плодовитым и успешным сценаристом криминальных и гангстерских фильмов, таких как «Меченая женщина» (1937), «Борцы с бандитизмом» (1938) и «Ревущие двадцатые» (1939) . Как отмечает Алан Силвер, «после написания серии сценариев гангстерских фильмов в 1930-е годы и фильма нуар „Странная любовь Марты Айверс“ в середине 1940-х годов, Россен решил попробовать себя в качестве режиссёра, и этот фильм стал его первым режиссёрским опытом». Джон Миллер добавляет, что в 1947 году Россен уже высоко ценился как сценарист после того, как написал для продюсера Хэла Уоллиса и режиссёра Льюиса Майлстоуна на студии 20th Century Fox сценарий фильма «Странная любовь Марты Айверс» (1946). И после того, как опытный режиссёр Чарльз Видор отказался от постановки «Джонни О’Клока», босс студии Columbia Pictures Гарри Кон дал Россену шанс поставить фильм по собственному сценарию. Как далее замечает Миллер, впоследствии Россен поставит всего девять фильмов, однако «его шорт-лист включает несколько классических работ, таких как боксёрский нуар „Тело и душа“ (1947), а также завоевавшие множество наград драмы „Вся королевская рать“ (1949) и „Мошенник“ (1961)». В конце 1940-х годов Россен был включён в чёрный список Голливуда, так как, по словам Майера, в своём творчестве «делал акцент на чёрную сторону американского капитализма, раскрывая лицемерие общества и коррумпированность органов власти, особенно, полиции».
Актёр Дик Пауэлл с начала 1930-х годов был известен «легкими ролями с песнями и танцами», однако в 1944 году резко сменил амплуа и сыграл крутых главных героев в двух фильмах режиссёра Эдварда Дмитрика — «Это убийство, моя милочка» (1944) и «Загнанный в угол» (1945), пока не получил приглашение сыграть в «Джонни О’Клок». Как отметил Майер, "фильм сделан главным образом под звезду Дика Пауэлла, который наслаждался возрождением успеха в середине 1940-х годов после удачного исполнения роли Филипа Марлоу в фильме «Это убийство, моя милочка» (1944), «обозначившего для него полный поворот в экранном амплуа и переход на образ жёсткого и циничного главного героя».
Исполнительница главной женской роли Эвелин Кейс более всего известна по роли сестры Скарлетт О’Хары в фильме «Унесённые ветром» (1939), а также по фэнтези-комедии «А вот и мистер Джордан» (1941). Позднее она сыграла в фильмах нуар «Вор» (1951) и «Ривер стрит, 99» (1953), а также была партнёршей Мерилин Монро в комедии «Семилетний зуд» (1955). Для этого фильма актёр Ли Дж. Кобб был взят в аренду у Twentieth Century-Fox, актёр Томас Гомес — у Universal, а монтажёр Уоррен Лоу — у компании Hal Wallis Productions. Впоследствии Ли Дж. Кобб прославился ролями во многих фильмах нуар, а также в таких значимых картинах, как «В порту» (1954), «Двенадцать разгневанных мужчин» (1957), «Братья Карамазовы» (1958) и «Изгоняющий дьявола» (1973).
Оператор картины Бёрнетт Гаффи впоследствии будет оператором фильма Россена «Вся королевская рать» (1949), а также таких важных нуаровых драм 1950-х годов, как «В укромном месте» (1950) Николаса Рэя, «Снайпер» (1952) Дмитрика и «Человеческое желание» (1954) Фритца Ланга. Он был дважды удостоен премии Оскар как лучший оператор за фильмы «Отныне и вовеки веков» (1953) и «Бонни и Клайд» (1968).
На момент производства фильма съёмочная площадка в казино была самой дорогой декорацией, построенной в Голливуде после снятия военных ограничений на расходы такого рода. Оформление состояло из 14 игровых комнат с игровым оборудованием на 50 тысяч долларов, которое было доставлено в Голливуд из Лас-Вегаса.
Эвелин Кейс в своей книге «Младшая сестра Скарлетт О’Хары: моя жизнь в Голливуде и за его пределами» написала о работе над фильмом следующее: «По ходу съёмок Россен каждый раз всё переписывал, выдавая новые страницы за несколько секунд до того, как мы делали каждую сцену». Касательно совместной сцены с Ли Дж. Коббом Кейс заметила, что «хотя он был весьма полезен и упорно работал над её постановкой вместе со мной, в момент съёмок он попробовал украсть её у меня, когда стал жевать сигару и громко выплёвывать её ошмётки в тот момент, когда я произносила свои реплики».

## Оценка фильма критикой

### Общая оценка фильма
После выхода на экраны фильм получил неоднозначные оценки критики. Так, журнал Variety назвал его «умным детективом с поиском преступника», который благодаря «сценарию, актёрскому составу и операторской работе поднимается выше среднего уровня». В фильме есть «экшн и саспенс, а также краткие моменты юмора, которые дополняют его атмосферу». Кроме того, «рейтинг фильма повышает выдающаяся игра Дика Пауэлла в роли управляющего игральным домом, а также Ли Дж. Кобба в роли инспектора полиции». С другой стороны, кинообозреватель «Нью-Йорк Таймс» Босли Кроутер написал, что фильм представляет в качестве неоригинального главного героя ещё одного из тех «криминальных умников, твёрдых и внешне блестящих», которые «скрывают доброту внутри своих мальчишеских сердец». Фильм в очередной раз показывает «ревность и алчность в игральном заведении, которым противостоит неизбежное наступление закона». Критик считает, что по причине «медлительности и общей путницы сюжета» фильм по большей части «не особенно захватывает», а «поверхностность загадки о том, кто совершает убийства, лишает его какого-либо серьёзного саспенса».
Современные киноведы в основном отмечают в позитивном плане сценарий, актёрскую игру и операторскую работу, при этом критикуют режиссёрскую работу Россена. Спесер Селби назвал картину «круто закрученным триллером, в котором совладелец казино оказывается между полицией, своим партнёром-гангстером и несколькими женщинами», а Кини дополняет, что «запутанный сюжет компенсируется отличной актёрской игрой и умным актёрским текстом» . Журнал TimeOut отмечает, что «несмотря на хорошую актёрскую игру и отличную операторскую работу Бёрнетта Гаффи, первый фильм Россена в качестве режиссёра оказался удручающе безжизненным триллером». С одной стороны, «сценарий плетёт красивую и сложную сеть» вокруг главного героя, «который интересуется только деньгами и женщинами, закрывая глаза на сомнительную деятельность своего партнёра», и в итоге заканчивает тем, что «его разыскивают за два убийства, и кроме того, он со всех сторон окружён предательством». С другой стороны, фильм «страдает от плохо выстроенного хода повествования и неуверенности Россена как режиссёра», что превращает картину в «последовательность механически соединённых между собой событий».
Карл Мачек отмечает, что при работе над фильмом Россен использовал много стандартных нуаровых приёмов, в том числе характерный операторский стиль, крутого парня в качестве героя и современную криминальную среду. Даже выбор Пауэла на роль указывал на определённое следование правилам нуара. Однако, как далее отмечает Мачек, «фильм получился эмоционально бесстрастным, а персонаж Пауэлла лишён видимой уязвимости, что отличает его от большинства аналогичных героев фильмов нуар. При этом мотивы персонажей представлены верно, а среда, в которой происходит действие, чрезвычайно коррумпирована и неоднозначна». Вместе с тем, критик считает, что для сильного нуара фильму не хватает «чувства страха и бессилия». Крейг Батлер полагает, что современные поклонники жанра, «возможно, будут немного разочарованы» этим фильмом. Составляющие его компоненты, казалось бы, обещают, великолепный фильм нуар: здесь и Роберт Россен в качестве сценариста и режиссёра, и выразительная мрачная чёрно-белая операторская работа, и Дик Пауэлл в качестве главного героя и сложный, запутанный сюжет с убийствами». Однако, несмотря на всё это, фильм «не дотягивает до своих ожиданий», и частично это связано с неуверенностью Россена в качестве режиссёра. Батлер заключает, что «если фильм и не выстрелил во всём, у него всё же есть свои сильные стороны». По мнению Денниса Шварца, фильм «в механической манере разрабатывает довольно обычный сюжет с темами мести, прибыли и ревности. Хотя его и отличает качественная затемнённая операторская работа Бёрнетта Гаффи, тем не менее из-за шаблонности сюжета и образов, невыразительности актёрского текста и нечёткости темпа повествования контроль над повествованием оказывается утерянным». Джефф Майер обращает внимание на «разочаровывающий финал, который рассеивает пропитанную пороком атмосферу фильма, особенно, в сценах с участием Нелл, её мужа и Джонни», далее отмечая, что в этой картине «Россен более заинтересован в любопытных взаимоотношениях основных персонажей, чем в рутинном сюжете с убийством коррумпированного копа и его подружки».

### Оценка работы режиссёра и творческой группы
Журнал Variety с положительной стороны отметил «сильную командную игру Роберта Россена в двойной роли режиссёра и сценариста, а также автора истории и помощника продюсера Милтона Холмса». Журнал пишет, что «хотя сюжет и движется по знакомой схеме, тем не менее, свежесть образов и достаточно хорошая игра преодолевают эту слабость», а «актёрский текст лаконичен и конкретен, избегая сентиментальности и фальши». В рецензии также обращается внимание, на операторскую работу с периодически используемыми «необычными ракурсами, что повышает интерес и мгновенно привлекает внимание».
TimeOut полагает, что «как режиссёр Россен, кажется, чувствует себя настолько неуверенно, что часто не даёт актёрам проявить себя на экране». Особенно это касается двух жертв убийств в исполнении Бэннона и Фох. Поскольку «они совершенно не запоминаются (в чём актёры совершенно не виноваты), последующее действие становится лишь ненамного большим, чем просто последовательность механически привязанных друг к другу событий». Батлер отмечает, что, с одной стороны, "Россен-режиссёр не смог прояснить все положения сюжета Россена-сценариста, в результате чего «по ходу фильма всё становится немного туманным». При этом, по словам Батлера, «в некоторые моменты Россен демонстрирует отличную форму, и тогда фильм во всём настолько захватывающий и динамичный, насколько только можно этого пожелать». Кроме того, операторская работа «Гаффи красиво передаёт характер и атмосферу фильма, и помогает подчеркнуть моменты напряжения и одиночества». Джон Миллер отмечает, что «фильм содержит много сильных нуаровых составляющих», среди которых «тревожная чёрно-белая операторская работа Бёрнетта Гаффи», «болезненная городская обстановка и характерный для послевоенного нуара запутанный сюжет».
Кроме того, Майер обращает внимание на то, что Россен в сценарии затрагивает редкую для триллеров тему расовых предрассудков, когда «Марчеттис заявляет Нелли, что она считает его ниже Джонни из-за его мексиканского происхождения». Такое политическое направление, по словам Майера, «в течение нескольких последующих лет привело Россена к включению его в чёрный список киноиндустрии после антикоммунистического крестового похода Комитета по расследованию антиамериканской деятельности».

### Оценка актёрской игры
Главное внимание критики было уделено работе Дика Пауэлла в заглавной роли. Так, Кроутер указывает, что «мистер Пауэлл вызывал большой переполох своими последними ролями» в популярном жанре фильм нуар, и «есть все основания предполагать, что лично он удовлетворит своих поклонников и в этом маскараде крутых парней». Он, как принято в таких случаях, «холодно и саркастически разговаривает с копами, пренебрежительно относится к женщинам и ловко расправляется со своими криминальными дружками», но при этом «очевидно, что он не злодей» этой истории. Далее критик отмечает, что это главным образом фильм Пауэлла, который элегантно исполняет свою роль, в то время, как обширный актёрский состав обеспечивает ему надлежащую поддержку. Среди прочих исполнителей выделяются «Эвелин Кейс в роли хорошей маленькой леди, которая раскрывает всё самое лучшее в нём, и Эллен Дрю в роли холёной и изящной мегеры, которая создаёт ему проблемы». В остальных ролях выделяются «Томас Гомес в роли елейного злодея» и Ли Дж. Кобб в роли «усталого полицейского инспектора, который в конце концов раскрывает это дело. Все они много пьют и курят».
По мнению Шварца, персонаж Пауэлла «представляется скорее напыщенным ничтожеством, алчным, высокомерным и самовлюблённым», чем вызывающим симпатию публики героем, который «сражается с мощным гангстером и вцепившейся в него роковой женщиной». Шварц отмечает, что «главное преступление Джонни, похоже, заключается в слабых остротах, неправильной оценке людей и в соучастии в преступлении», однако, «к сожалению, ему так и не удаётся заслужить сострадание». Что же касается актёров, то, по мнению критика, «благодаря отличной игре Дика Пауэлла, Эвелин Кейс и Ли Дж. Кобба, даже несмотря на слабости в повествовании, картина ни разу не сбивается с хода». Батлер выделяет «жёсткую, плотную игру Пауэлла», а также «хорошую игру Ли Дж. Кобба и Нины Фох в ролях второго плана», а Майер обращает внимание на игру Томаса Гомеса, который не только тонко обыгрывает тему расовых предрассудков, но и наполняет «трогательными чертами роль обычного гангстера и убийцы».